# 邓龙江
邓龙江（1966年11月—），男，电子科技大学校长助理、教授、博士生导师，国家电磁辐射控制材料工程技术研究中心主任，中国工程院院士。